# Alí ibn Ridwan
Abu-l-Hàssan Alí ibn Ridwan al-Misrí (àrab: أبو الحسن علي بن رضوان المصري, Abū l-Ḥasan ʿAlī b. Riḍwān al-Miṣrī), més conegut senzillament com Alí ibn Ridwan (Guiza, c. 988 - el Caire, c. 1061) va ser un metge, astrònom i astròleg àrab egipci.
Alí ibn Ridwan fou un comentarista de la medicina grega antiga, i en particular del també metge Galè; el seu comentari a l'Ars Parva de Galè va ser traduït per Gerard de Cremona. No obstant això, és més conegut per oferir la descripció més detallada de la supernova que ara es coneix com 'SN 1006', l'esdeveniment estel·lar més brillant de la història registrat, que es va poder observar l'any 1006. Això, va ser escrit en un comentari a l'obra de Ptolemeu Tetrabiblos. Més tard, va ser citat pels autors europeus com Haly, o Haly Abenrudian. Segons Alistair Cameron Crombie també va contribuir a la teoria de la inducció. Va participar en una celebrada polèmica contra un altre metge, Ibn Butlan de Bagdad. Ibn Ridwan també argumentava que l'aire, juntament amb altres aspectes ambientals, era fonamental per a la salut d'una població.

## Publicacions
- Un comentari al Tetrabiblos de Ptolemeu (el centiloqui pseudo-ptolemaic i el seu comentari, que de vegades s'atribueix a Ali, és en realitat obra d'Àhmad ibn Yússuf ibn ad-Daya)
- De revolutionibus nativitatum (‘Les revolucions dels pessebres’), editat per Luca Gaurico, imprès a Venècia (1524)
- Sobre la prevenció dels mals corporals a Egipte: un tractat escrit per refutar l'afirmació d'Ibn al-Jazzar que Egipte era un lloc molt insalubre.